# Carola Roloff
Carola Roloff (née en 1959 à Holzminden, Allemagne) est une nonne bouddhiste allemande. Son nom monastique est Bhiksuni Jampa Tsedroen.  Professeur, traductrice, auteur et oratrice en activité, elle joue un rôle important dans la campagne pour l'égalité des droits des nonnes bouddhistes.

## Jeunesse et vie religieuse
Née à Holzminden en Allemagne dans une famille protestante, Carola Roloff participait activement au groupe de jeunes chrétiens. À 18 ans, le suicide d'un ami de sa famille a entrainé un profond questionnement sur la relation entre Dieu et la vie. Doutant de la source de la souffrance, elle se souvient qu'elle "n'arrivait pas à obtenir de réponses satisfaisantes des ministres chrétiens". C'est ainsi qu'elle se tourna vers la philosophie bouddhique et commença ses études et sa vie en tant que bouddhiste en 1980, à l'âge de 21 ans.
Elle voyagea à Dharamsala, en Inde dans le but d'étudier le Bouddhisme vajrayāna et le tibétain, avant de devenir une novice à l'âge de 22 ans (la première nonne bouddhiste tibétaine en Allemagne). Son ordination comme novice a été effectuée par Geshe Thubten Ngawang, le 22 septembre 1981, au Centre Tibétain de Hambourg. Geshe Thubten Ngawang était aussi son maître spirituel jusqu'à sa mort en 2003. Le 6 décembre 1985, Carola Roloff reçut son ordination complète dans la lignée de l'école Dharmaguptaka au Monastère de Miao-tung à Kaohsiung, Taïwan. Elle garda son nom de novice Jampa Tsedroen. En tibétain, "Jampa" signifie "maitri" (en pali: metta), ou "affection" et "Tsedroen" signifie "lampe de vie". Pendant qu'elle est ordonnée dans la tradition Dharmaguptaka, elle pratique dans la tradition tibétaine Mulasarvastivada.
Après son ordination, elle devint très active dans la traduction, dans la gestion du Centre Tibétain de Hambourg, et dans la campagne pour l'égalité des chances pour les nonnes. 
Tout comme l'anglais ou, sa langue maternelle, l'allemand, elle parle couramment le tibétain, le sanskrit et le pali. Avec l'aide de son professeur, Geshe Thubten, Carola Roloff traduit les vœux de Sojong pour les Bhiksunis en anglais, ce qui aide beaucoup les nonnes occidentales du bouddhisme tibétain dans le rituel.
De plus, en se consacrant à la recherche et à l'étude à travers le monde, Carola Roloff aida à numériser les écritures saintes et autres textes bouddhistes. Elle est aussi tibétologue. Elle travaille sur sa thèse de doctorat (Ph.D.) à l'Université de Hambourg.
En accord avec les pratiques bouddhistes, elle aide les réfugiés au Centre Tibétain de Hambourg et les guide. Elle enseigne aux étudiants bouddhistes.
Nonne depuis maintenant plus de deux décennies, un intense et très complet emploi du temps lui laisse peu de temps pour nourrir sa propre vie spirituelle. Dans une interview avec Vasana Chinvarakorn du Bangkok Post, elle dit « Je sens, je ne pratique pas assez. J'ai accumulé des mérites et augmenté un tout petit peu de sagesse, cependant le temps dédié à la méditation et à la retraite reste insuffisant. » Servir la communauté, dans tous les cas, est en lien avec les vœux prononcés pour son bodhisattva et est sa priorité avant son propre développement.

## Ordination des femmes dans le Bouddhisme
L'ordination féminine, bhiksunis, dans la tradition tibétaine a connu beaucoup de réticence de la part des moines. Carola Roloff est déterminée à lutter contre et ainsi permettre aux femmes d'accéder à cette tradition. Tout comme faire campagne pour changer les mentalités, elle est d'une grande aide dans la définition de l'intégration des femmes et leur permettre d'intégrer au mieux la tradition elle-même mais aussi le sangha (communautés d’entraide mutuelle). Heureusement pour Carola Roloff, ce challenge important a été soutenu par Sa Sainteté le 14e Dalaï Lama. Lors d'une conférence internationale pour les femmes bouddhistes en 1987, Carola Roloff le cite "... 'Vous, les femmes, devez vous battre pour l'ordination des bhikkunis. Vous ne pouvez attendre des moines de le faire pour vous.'...". Tout comme dans son enseignement et ses écrits sur le sujet, elle conduit des recherches avec d'autres moines et nonnes pour aider à consolider leur position. Les écritures du Vinaya, par exemple, montre que le Seigneur Bouddha accepte le rôle de la femme nonne dans la recherche de l'illumination, et Carola Roloff cite souvent ce texte.

## Activités liées au comité de gestion et de conseils
Depuis 1981, Carola Roloff a travaillé dans différents comités et fait partie de comités de direction de plusieurs organisations. Elle est membre du Comité des Bikshunis d'Europe (The Committee of Western Bhikshunis), membre du Comité de l'Ordination des Bhikkhunis (Bhikkhuni Ordination Committee) pour l'Administration Centrale Tibétaine, et participe en tant que conseillère membre du comité au Centre des Études Bouddhiques, à l'Université de Hambourg.

## Œuvre littéraire
Carola Roloff a écrit plusieurs articles, donner de nombreuses conférences, et publié deux travaux. Intérêt du Vinaya dans le Monde Moderne a été publié en 1991 et Une Brève Enquête du Vinaya: Ses Origines, Transmission, et Disposition du Point de Vue Tibétain avec Comparaison des Traditions Theravāda et Dharmagupta en 1992,.

## Reconnaissance
Lors de la Journée internationale de la femme des Nations Unies, le Congrès international concernant le rôle des femmes dans le Bouddhisme ont présenté Carola Roloff comme une femme marquante, le 7 mars 2007, au centre des Nations unies de Bangkok,.